# Civeta de Malabar
La civeta de Malabar (Viverra civettina), és una civeta. En malaialam, la llengua local de Kerala, és també coneguda com a Jawadi Veruku - ജാവാദി വെരുകു്. L'espècie fou molt comuna al llarg de les terres baixes costaneres de Kerala i Karnataka, al sud de l'Índia. Va passar a ser rara al començ del segle xx, però a la dècada de 1960 restava freqüent l'ús de mesc de civeta. El 1990, encara sobrevivien poblacions isolades a zones poc pertorbades del sud de Malabar. Es creu que l'any 1999, hi havia menys de 250 individus adults a la natura.

## Descripció
La civeta de Malabar és considerada per algunes autoritats com Viverra megaspila civettina, una subespècie de Viverra megaspila. Segons les dades de la Viverra megaspila, considerada per uns altres de la mateixa espècie, probablement té un pes d'entre 8 i 9 quilos. El pelatge és grisenc blanc mat amb taques negres que tenen una vaga forma de ratlles verticals al cos. Una altra característica que la distingeix de la civeta petita de l'Índia (Viverricula indica), amb la qual es podria confondre, és una cua més curta si es compara amb la llargada del cos i la presència d'una cresta erèctil de pèls negres a l'esquena, que és una característica de totes quatre espècies del gènere Viverra.

## Distribució i hàbitat
L'hàbitat original de la civeta de Malabar és en els boscos humits de la costa de Malabar per sota del cinyell dels Ghats Occidentals, on vivien a les planes boscoses i als vessants dels turons adjacents. Fou molt comú en els districtes costaners de Malabar i Travancore. La desforestació extensiva ha reduït els boscos de Malabar a una sèrie de petites arbredes aïllades. Les plantacions d'anacards en són un refugi, en el qual probablement viuen la major part de poblacions supervivents de civeta de Malabar. Actualment estan amenaçades per la desforestació a gran escala de plantacions de cautxú.

## Comportament
Aquest animal nocturn és carnívor, solitari i agressiu a la natura. S'alimenta a terra (mai no ha estat vist als arbres), de petits mamífers, rèptils, amfibis, peixos, ous d'ocells i alguns vegetals. S'han registrat la dificultat de mantenir l'espècie en captivitat per a extreure'n el mesc, una secreció de les glàndules anals de totes les civetes que s'utilitza com a estabilitzant en perfums, en medicina oriental, i per donar sabor als beedis (cigarrets locals).

## Amenaça
La principal amenaça a la qual s'enfronten les poblacions isolades que han reeixit a sobreviure en hàbitats marginals, és que canvien les pràctiques de cultius i la caça accidental amb gossos. Es tendeix a tractar-los com a invasors de corrals d'aviram, i per tant, quan se'n troba, es capturen i es maten.